# Яковлевская (Шенкурский район)
Яковлевская — деревня в Шенкурском районе Архангельской области. Входит в состав муниципального образования «Шеговарское».

## География
Деревня расположена в южной части Архангельской области, в таёжной зоне, в пределах северной части Русской равнины, в 34 километрах на север от города Шенкурска, на левом берегу реки Ледь, притока Ваги. Ближайшие населённые пункты: на юге деревни Андриановская и Чаплинская.
Часовой пояс
Яковлевская, как и вся Архангельская область, находится в часовой зоне МСК (московское время). Смещение применяемого времени относительно UTC составляет +3:00.

## Население
| 2002 | 2010 | 2012 |
| ---- | ---- | ---- |
| 11   | ↘1   | ↗2   |

## История
Указана в «Списке населённых мест Архангельской губернии к 1905 году» как деревня Яковлевская (Прошина). Насчитывала 15 дворов, 59 мужчин и 62 женщины. В административном отношении деревня входила в состав Предтеченского сельского общества Предтеченской волости Шенкурского уезда.
На 1 мая 1922 года в поселении 24 двора, 49 мужчин и 64 женщины.